# Echeveria nodulosa
Echeveria nodulosa ist eine Pflanzenart aus der Gattung der Echeverien (Echeveria) in der Familie der Dickblattgewächse (Crassulaceae).

## Beschreibung
Echeveria nodulosa wächst stark verzweigt mit unregelmäßig kantigen Trieben, welche eine Länge von bis zu 20 Zentimeter erreichen. Die Blätter, die Trag-, die Kelch- und die Kronblätter sind winzig papillös. Die etwas rosettig bis zerstreut stehenden Blätter sind verkehrt eiförmig-keilförmig, zugespitzt und entlang der Ränder und auf beiden Seiten mehr oder weniger stark purpurrot gezeichnet. Vereinzelt können durchgängig grüne Blätter vorkommen. Sie werden bis 5 Zentimeter lang und etwa 1,5 Zentimeter breit.

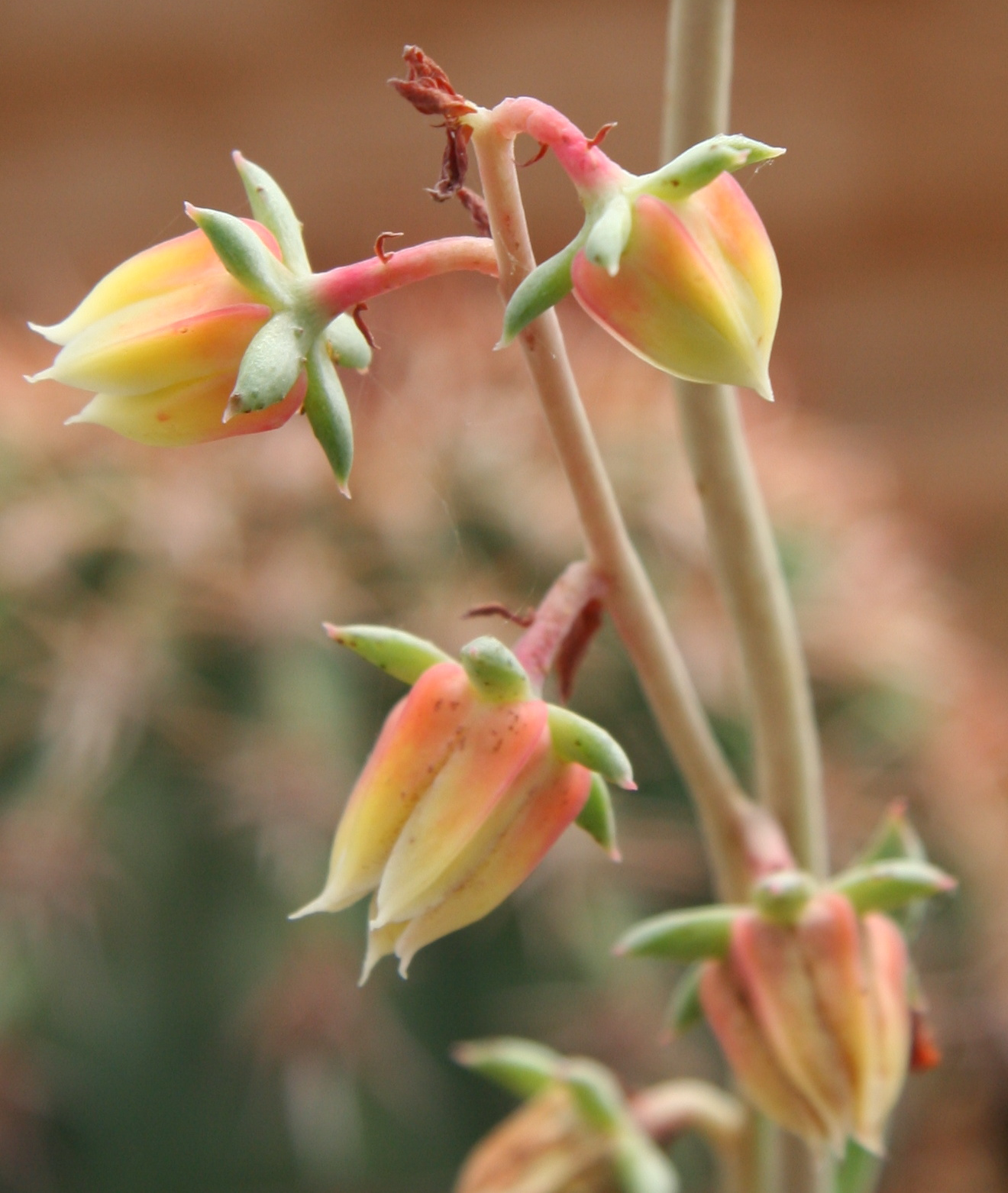
Einzelblüten

Der traubige Blütenstand wird bis 30 Zentimeter lang. Der Blütenstiel wird bis 5 Millimeter lang. Die weit ausgebreiteten Kelchblätter sind manchmal plötzlich zurückgeschlagen und besitzen aufwärts gebogene Spitzen. Die scharf 5-kantige Blütenkrone wird etwa 16 Millimeter lang. Die rosafarbenen Kronblätter sind entlang der Ränder und an den Spitzen gelblich gefärbt.
Die Blütezeit ist März bis April.
Die Chromosomenzahl beträgt 2n = 32.

## Verbreitung und Systematik
Echeveria nodulosa ist weit in Mexiko verbreitet. Im Süden von Puebla und im Norden von Oaxaca ist sie häufig anzutreffen.
Die Erstbeschreibung erfolgte 1869 durch John Gilbert Baker als Cotyledon nodulosa. 1873 stellte Eduard Otto die Art in die Gattung Echeveria. Synonyme der Art sind Echeveria discolor De Smet, Echeveria misteca De Smet ex Morren und Echeveria sturmiana von Poelln.

## Nachweise